# توفيا، خادمة المريخ
توفيا، خادمة المريخ هي رواية خيال علمي للكاتب الأمريكي إدغار رايس بوروس، وهي الرابعة من سلسلة برسوم. الشخصيات الرئيسية هي كارثوريس (ابن جون كارتر المريخ ) وتوفيا من بتارث، وكلاهما ظهر في الروايتين السابقتين.

## الحبكة

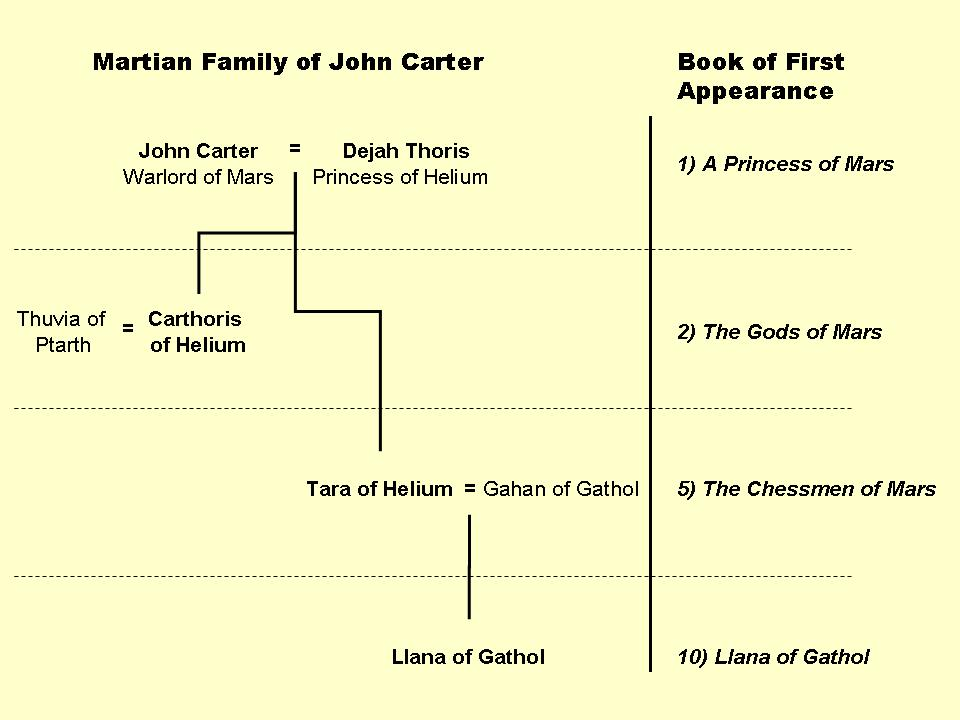
أحفاد جون كارتر

في هذه الرواية ينتقل التركيز من جون كارتر، أمير حرب المريخ، وديجاه ثوريس من هيليوم، أبطال الكتب الثلاثة الأولى في السلسلة، إلى ابنهما كارثوريس، أمير هيليوم، وتوفيا، أميرة بتارث. تعد كل من هيليوم وبتارث دولة/إمبراطوريات مدينة بارسومية بارزة، وكان كل من كارثوريس وتوفيا شخصيتين ثانويتين في الروايتين السابقتين.
أدوات حبكتها مشابهة للروايات المريخية السابقة، والتي تتضمن اختطاف أميرة مريخية. هذه المرة كارثوريس نجل جون كارتر. ومع ذلك، فهي تحتوي على بعض الأفكار المبتكرة والأصلية، بما في ذلك الطيار الآلي وجهاز كشف الاصطدام للطائرات المريخية، وإنشاء اللوثاريين، وهو جنس من المريخيين القدماء، القادرين على خلق محاربين خياليين يمكنهم القتال. والحفاظ على أنفسهم من خلال الفكر وحده.

## خلفية
بدأ بوروس في كتابة الرواية، في أبريل 1914، واصفًا إياها في ذلك الوقت بأنها قصة "كارثوريس". بعد استراحة في كاليفورنيا، بدأ جدول كتابة غاضبًا، بما في ذلك أعماله الأخرى، حل روبرت إتش ديفيس، وهو محرر جديد، محل نيويل ميتكالف، المحرر السابق لمجلة All-Story [الإنجليزية] (التي نشرت روايات برسوم السابقة لبورو). كتب ديفيس إلى بوروس في 12 يونيو 1914 بعد قراءة الروايات السابقة (بما في ذلك طرزان)، مقترحًا أفكارًا ويجب تنظيم لقاء. أنهى بوروس القصة في 20 يونيو 1914، ووصل إلى نيويورك في 23 يونيو، وبعد عدة أيام أرسل بالبريد النسخة المطبوعة النهائية لما كان لا يزال يسمى "كارثوريس"، واصفًا إياها بأنها "قصة مريخية أخرى" كان يرغب في "بيعها لمجلة All-Story [الإنجليزية]".

## النوع
يمكن تصنيف الرواية على أنها رومانسية كوكبية. هذا النوع هو مجموعة فرعية من الخيال العلمي، يشبه السيف والشعوذة، هو نوع فرعي من الخيال يتميز بأبطال يحملون سيوفًا ويشاركون في مغامرات مثيرة وعنيفة. ولكنه يتضمن عناصر علمية. تدور معظم الأحداث في الرومانسية الكوكبية على سطح عالم غريب، وعادةً ما تتضمن القتال بالسيف، والوحوش، وعناصر خارقة للطبيعة مثل التخاطر بدلاً من السحر، وتتضمن حضارات تحاكي تلك الموجودة على الأرض في عصور ما قبل التكنولوجيا، وتتكون بشكل خاص من ممالك أو حضارات. الأمم الثيوقراطية. قد تظهر مركبة فضائية، لكنها عادةً لا تكون محورية في القصة.

## الشخصيات الرئيسية
- كارثوريس: ابن جون كارتر وديجاه ثوريس الذي ورث قوة والده الفائقة وقدرته بالسيف. شخصية ثانوية في آلهة المريخ.[6]
- ثوفيا بتارث: أميرة بتارث. ظهرت لأول مرة في آلهة المريخ، بين مجموعة من سكان المريخ الحمر الذين أنقذهم جون كارتر.[7] مثل العديد من بطلات بوروس المريخية، فهي قوية وشجاعة وفخورة وتتماثل بقوة مع وضعها الأرستقراطي في مجتمع المريخ.[8][9]
- كار كوماك : رامي السهام اللوثاري، ذو شخصية نبيلة وشهمة (على عكس غالبية اللوثاريين المتبقين). وهو قادر على إنشاء رماة السهام الوهميين الخاصين به للمساعدة في القتال.[10]

## حقوق النشر
انتهت صلاحية حقوق الطبع والنشر لهذه القصة في الولايات المتحدة، وبالتالي فهي الآن ضمن الملكية العامة. النص متاح عبر مشروع جوتنبرج.